# دولت حاجعلی رزم‌آرا
دولت حاجعلی رزم‌آرا یکی از دولت‌های دوران پادشاهی مشروطه در دورهٔ پهلوی است که از تیر ۱۳۲۹ تا اسفند ۱۳۲۹ فعالیت کرد. رئیس این دولت، حاجعلی رزم‌آرا بود.
پس از استعفای علی منصور در روز ۵ تیر ۱۳۲۹، بلافاصله حاجعلی رزم‌آرا توسط شاه مأمور تشکیل دولت شد. وی هیئت وزیران خود را عصر همان روز به حضور شاه، روز ۶ تیر به مجلس شورای ملی و روز ۷ تیر به مجلس سنا معرفی کرد. مجلس شورای ملی در روز ۱۳ تیر با ۹۵ رأی از مجموع ۱۰۸ نفر حاضر و مجلس سنا در روز ۱۹ تیر با ۳۵ رأی از مجموع ۴۹ نفر حاضر به برنامه دولت رأی اعتماد داد.
نخست‌وزیر در تاریخ ۱۶ اسفند ۱۳۲۹ به ضرب گلوله ترور شد.

## هیئت دولت
| نخست‌وزیر                        |  | حاجعلی رزم‌آرا     | ۵ تیر ۱۳۲۹    | ۱۶ اسفند ۱۳۲۹ | نظامی | [ ۵ ]        |
| نخست‌وزیر                        |  | خلیل فهیمی*       | ۱۶ اسفند ۱۳۲۹ | ۲۱ اسفند ۱۳۲۹ | مستقل | [ ۶ ]        |
| وزیران                          |  |                   |               |               |       |              |
| وزیر اقتصاد ملی                 |  | مرتضی آزموده      | ۵ تیر ۱۳۲۹    | ۲ آبان ۱۳۲۹   | مستقل | [ ۷ ]        |
| وزیر اقتصاد ملی                 |  | عبدالله دفتری     | ۲ آبان ۱۳۲۹   | ۲۱ اسفند ۱۳۲۹ | مستقل | [ ۸ ]        |
| وزیر امور خارجه                 |  | محمود صلاحی*      | ۵ تیر ۱۳۲۹    | ۲۳ مرداد ۱۳۲۹ | مستقل | [ ۷ ]        |
| وزیر امور خارجه                 |  | محسن رئیس         | ۲۳ مرداد ۱۳۲۹ | ۲۱ اسفند ۱۳۲۹ | مستقل | [ ۹ ]        |
| وزیر بهداری                     |  | جهانشاه صالح      | ۵ تیر ۱۳۲۹    | ۲۱ اسفند ۱۳۲۹ | مستقل | [ ۷ ]        |
| وزیر پست و تلگراف و تلفن        |  | امیرقاسم اشراقی*  | ۵ تیر ۱۳۲۹    | ۷ شهریور ۱۳۲۹ | مستقل | [ ۷ ]        |
| وزیر پست و تلگراف و تلفن        |  | امیرقاسم اشراقی   | ۷ شهریور ۱۳۲۹ | ۲۱ اسفند ۱۳۲۹ | مستقل | [ ۱۰ ]       |
| وزیر جنگ                        |  | عبدالله هدایت     | ۵ تیر ۱۳۲۹    | ۲۱ اسفند ۱۳۲۹ | نظامی | [ ۷ ]        |
| وزیر دادگستری                   |  | محمدعلی بوذری     | ۵ تیر ۱۳۲۹    | ۲۱ اسفند ۱۳۲۹ | مستقل | [ ۷ ]        |
| وزیر دارایی                     |  | سید تقی نصر       | ۵ تیر ۱۳۲۹    | ۲ آبان ۱۳۲۹   | مستقل | [ ۷ ]        |
| وزیر دارایی                     |  | غلامحسین فروهر    | ۲ آبان ۱۳۲۹   | ۲۳ دی ۱۳۲۹    | مستقل | [ ۸ ]        |
| وزیر دارایی                     |  | عبدالباقی شعاعی*  | ۲۳ دی ۱۳۲۹    | ۲۱ اسفند ۱۳۲۹ | مستقل | [ ۱۱ ]       |
| وزیر راه                        |  | جعفر شریف‌امامی*   | ۵ تیر ۱۳۲۹    | ۷ شهریور ۱۳۲۹ | مستقل | [ ۷ ]        |
| وزیر راه                        |  | جعفر شریف‌امامی    | ۷ شهریور ۱۳۲۹ | ۲۱ اسفند ۱۳۲۹ | مستقل | [ ۱۰ ]       |
| وزیر فرهنگ                      |  | شمس‌الدین جزایری   | ۵ تیر ۱۳۲۹    | ۳ بهمن ۱۳۲۹   | مستقل | [ ۷ ] [ ۱۲ ] |
| وزیر فرهنگ                      |  | عبدالحمید زنگنه   | ۱۶ بهمن ۱۳۲۹  | ۲۱ اسفند ۱۳۲۹ | مستقل | [ ۱۳ ]       |
| وزیر کار                        |  | محمد نخعی         | ۵ تیر ۱۳۲۹    | ۷ شهریور ۱۳۲۹ | مستقل | [ ۷ ]        |
| وزیر کار                        |  | غلامحسین فروهر    | ۷ شهریور ۱۳۲۹ | ۲ آبان ۱۳۲۹   | مستقل | [ ۱۰ ]       |
| وزیر کار                        |  | اسدالله علم       | ۲۹ آبان ۱۳۲۹  | ۲۱ اسفند ۱۳۲۹ | مستقل | [ ۱۵ ]       |
| وزیر کشاورزی                    |  | ابراهیم مهدوی     | ۵ تیر ۱۳۲۹    | ۲۱ اسفند ۱۳۲۹ | مستقل | [ ۷ ]        |
| وزیر کشور                       |  | حاجعلی رزم‌آرا     | ۵ تیر ۱۳۲۹    | ۲۹ آبان ۱۳۲۹  | نظامی | [ ۷ ]        |
| وزیر کشور                       |  | امان‌الله اردلان   | ۲۹ آبان ۱۳۲۹  | ۲۱ اسفند ۱۳۲۹ | مستقل | [ ۱۵ ]       |
| وزیران مشاور                    |  |                   |               |               |       |              |
| وزیر مشاور                      |  | خلیل فهیمی        | ۱۲ بهمن ۱۳۲۹  | ۲۱ اسفند ۱۳۲۹ | مستقل |              |
| معاونان نخست‌وزیر                |  |                   |               |               |       |              |
| معاون                           |  | محمود هدایت       | ۵ مرداد ۱۳۲۹  | ۲۱ اسفند ۱۳۲۹ | مستقل | [ ۱۷ ]       |
| رئیس اداره‌کل انتشارات و تبلیغات |  | ابراهیم سپهری*    | ۱۲ تیر ۱۳۲۹   | ۷ شهریور ۱۳۲۹ | مستقل | [ ۲۰ ]       |
| رئیس اداره‌کل انتشارات و تبلیغات |  | اسفندیار بزرگمهر* | ۷ شهریور ۱۳۲۹ | ۲۲ آبان ۱۳۲۹  | مستقل | [ ۲۱ ]       |
| رئیس اداره‌کل انتشارات و تبلیغات |  | بهرام شاهرخ       | ۲۲ آبان ۱۳۲۹  | ۱۶ دی ۱۳۲۹    | مستقل | [ ۲۲ ]       |
| رئیس اداره‌کل انتشارات و تبلیغات |  | خانبابا بیانی     | ۱۶ دی ۱۳۲۹    | بهمن ۱۳۲۹     | مستقل | [ ۲۴ ]       |

## یادداشت
1. ↑  تا ورود وی به ایران، عبدالباقی شعاعی معاون وزیر به اداره امور پرداخت.
2. ↑  تا ورود وی به ایران، پرویز خوانساری معاون وزیر به اداره امور پرداخت.
3. ↑  تا زمان تعیین وزیر جدید، پرویز خوانساری معاون وزیر به اداره امور پرداخت.[۱۴]
4. ↑  در روز تشکیل دولت (۵ تیر) فضل‌الله بهرامی به عنوان وزیر کشور معرفی شد اما بی‌اطلاعی و عدم رضایت وی از این انتصاب موجب شد که نخست‌وزیر در کنفرانس خبری روز ۶ تیر اعلام کند شخصاً وزارت کشور را بر عهده گرفته و اداره امور وزارت‌خانه را به سید محسن نصر معاون وزیر سپرده است.[۱۶]
5. ↑  به دستور نخست‌وزیر، اداره‌کل انتشارات و تبلیغات از ۱۲ مرداد تحت نظر محمد نخعی وزیر کار درآمد[۱۸] و به منظور اصلاح ساختاری، در ۴ شهریور به «اداره اطلاعات و رادیو» تبدیل شد.[۱۹] با این حال، تغییرات مذکور دوام نداشت.
6. ↑  بیانی در نیمه نخست بهمن‌ماه استعفا داد و امور اداره‌کل زیر نظر علی‌اکبر مهتدی قرار گرفت.[۲۳]